# Delphyre pusilla
Delphyre pusilla là một loài bướm đêm thuộc phân họ Arctiinae, họ Erebidae.